# Skipness Castle

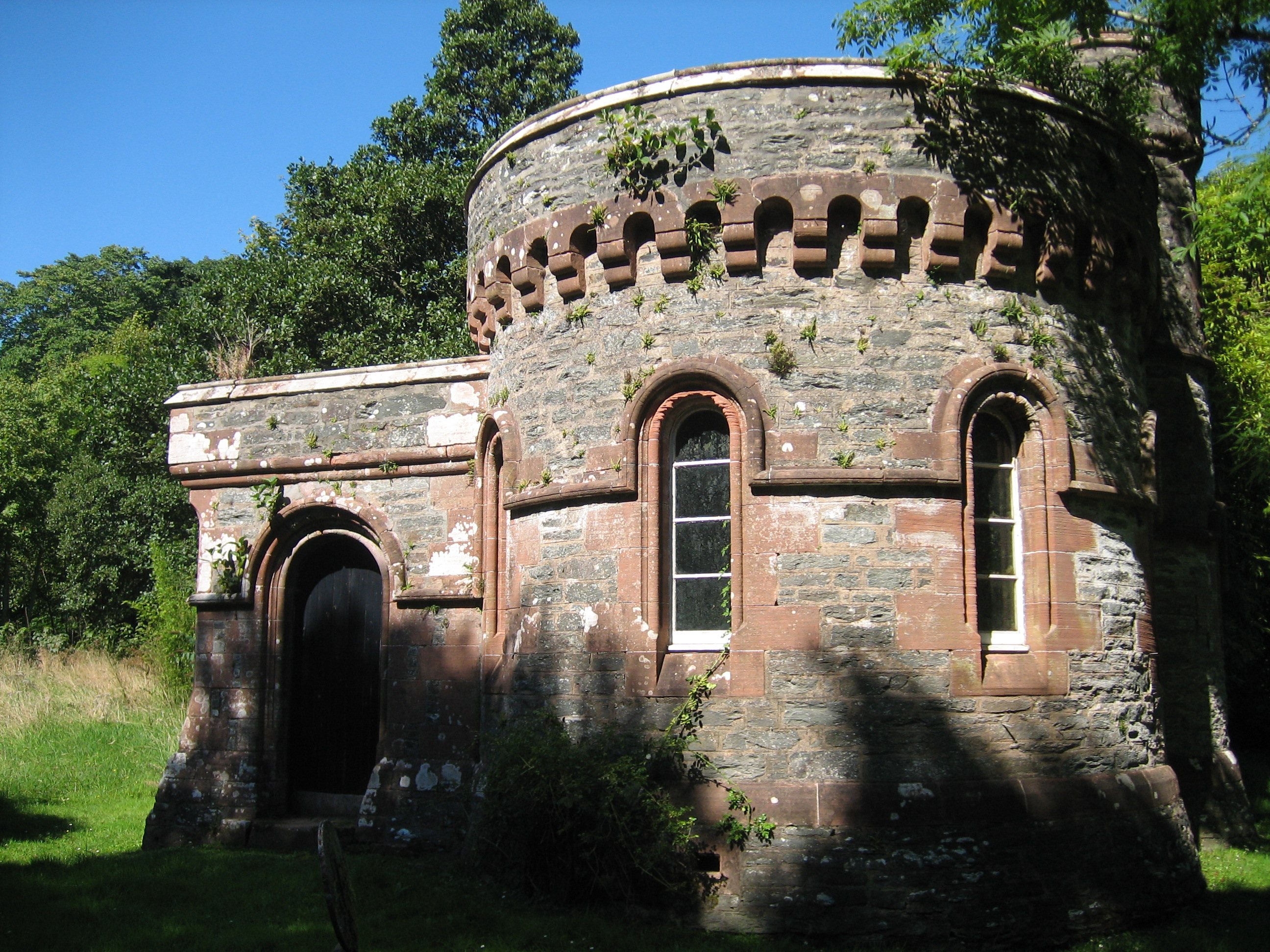
Torhaus der Ländereien von Skipness Castle

Skipness Castle ist eine Burgruine nahe der schottischen Ortschaft Skipness unweit des Fährhafens von Claonaig auf der Ostseite der Halbinsel Kintyre.
Die ältesten Strukturen der Burganlage stammen aus dem frühen 13. Jahrhundert und bestehen aus einem großen steinernen Gebäude mit rechteckiger Grundfläche. Darin befanden sich ebenerdig eine große Halle und Kellerräume sowie einige Gemächer darüber. Südöstlich davon stand eine Kapelle, von der nur die Südmauer überdauert hat. Diese wurde später in die Burgmauer integriert.
Der Bau geht vermutlich auf den Clanlord MacSween, der 1261 die in der Nähe gelegene „St. Columba Kapelle“ den Mönchen der Abtei Paisley zusprach, oder auf dessen Sohn Dugald zurück. Ein Jahr später wurde Skipness Castle von König Alexander III. an Walter Bailloch Stewart, 4. Earl of Menteith, übergeben. Um 1300 wurde die Burg weiter befestigt und zu der Anlage ausgebaut, deren Überreste heute noch zu sehen sind. Der verantwortliche Baumeister ist unbekannt.
Abgesehen von den moderneren Elementen, die dem Bau in späteren Jahren angefügt wurden, repräsentiert Skipness Castle eine Bauart, die typisch für das westliche Schottland ist und auch als castle of enceinte bezeichnet wird. Bei dieser Bauart liegt die Verteidigungsfähigkeit in einer einzigen massiven Burgmauer konzentriert – in diesem Fall um Türme ergänzt.
Die Bedeutung von Skipness Castle sank vermutlich mit dem Bau des Schlosses in Tarbert, das 1325 durch König Robert the Bruce in die Hände des MacDonald-Clans gegeben wurde. In der Folgezeit wechselte die Burganlage mehrfach den Besitzer. Während des 16. Jahrhunderts erfuhr Skipness Castle eine weitere Umgestaltung, als auf den früheren Strukturen der Nordostecke ein neues Turmhaus errichtet wurde. Im Verlauf des 17. Jahrhunderts wurde Skipness Castle aufgegeben und verlassen. Die umliegenden Gebäude wurden im 18. Jahrhundert niedergerissen, als der Innenhof zu einem Bauernhof umfunktioniert wurde. Dessen Gebäude wurden 1898 zerstört.
Die Ruinen von Skipness Castle stehen unter behördlichem Schutz. Durch Baumaßnahmen wird die Erhaltung des historischen Gebäudes und Kulturgutes angestrebt, das heute ein beliebtes Ausflugsziel für Touristen darstellt.

## Trivia
In Skipness Castle soll der Geist der „Green Lady“ umgehen. Eher eine Fee als ein Gespenst soll sie ihre Heimat und die darin lebenden Bewohner schützen, indem sie mögliche Angreifer auf übernatürliche Weise verwirrt.